# ゴルフ狂時代 (1930年の映画)
『ゴルフ狂時代』（ゴルフきょうじだい、Love in the Rough）は、チャールズ・ライスナーが監督し、サラ・Y・メイソン、ジョー・ファーナム、ロバート・E・ホプキンス (Robert E. Hopkins) が脚本を書いた、アメリカ合衆国のコメディ映画。主演は、 ロバート・モンゴメリー、ドロシー・ジョーダン、ベニー・ルービン、J・C・ニュージェント、ドロシー・マクナルティ、タイレル・デイヴィスである。1930年9月6日にメトロ・ゴールドウィン・メイヤーから公開された。

## キャスト
- ロバート・モンゴメリー - ケリー (Kelly)
- ドロシー・ジョーダン - マリリン (Marilyn)
- ベニー・ルービン - ベニー (Benny)
- J・C・ニュージェント - ウォーターズ (Waters)
- ドロシー・マクナルティ - ヴァージー (Virgie)
- タイレル・デイヴィス（英語版） - テュークスベリー (Tewksbury )
- ハリー・バーンズ (Harry Burns) - ガーデナー (Gardener)
- アラン・レイン（英語版） - ジョンソン (Johnson)
- キャサリン・モイラン (Catherine Moylan) - マーサ (Martha)
- エドワーズ・デイヴィス (Edwards Davis) - ウィリアムズ (Williams)
- ロスコー・エイツ（英語版） - 経営者
- クラレンス・ウィルソン（英語版） - ブラウン (Brown)